# Jalilabad
Jalilabad (en azerí: Cəlilabad) es una localidad de Azerbaiyán, capital del raión homónimo.
Se encuentra a una altitud de 62 m sobre el nivel del mar.

## Demografía
Según estimación 2010 contaba con 40690 habitantes.